# Saint-Jean-Saint-Gervais
Saint-Jean-Saint-Gervais è un comune francese di 107 abitanti situato nel dipartimento del Puy-de-Dôme nella regione dell'Alvernia-Rodano-Alpi.

## Società

### Evoluzione demografica
Abitanti censiti